# Lesbos (departement)
Lesbos (Grieks: Λέσβος, Lésvos) was tot 31 december 2010 een departement (nomos). Het departement bestond uit drie bewoonde eilanden; Lesbos, Lemnos en het kleinere Agios Efstratios.

## Plaatsen[2]
Door de bestuurlijke herindeling (Programma Kallikrates) werden de departementen afgeschaft vanaf 2011. Het departement “Lesbos” werd onderverdeeld in twee regionale eenheden (perifereiaki enotita). Er werden eveneens gemeentelijke herindelingen doorgevoerd:
- De regionale eenheid Lesbos bestaat uit de gemeente Lesbos.
- De regionale eenheid Limnos bestaat uit de gemeente Lemnos en de gemeente Agios Efstratios.

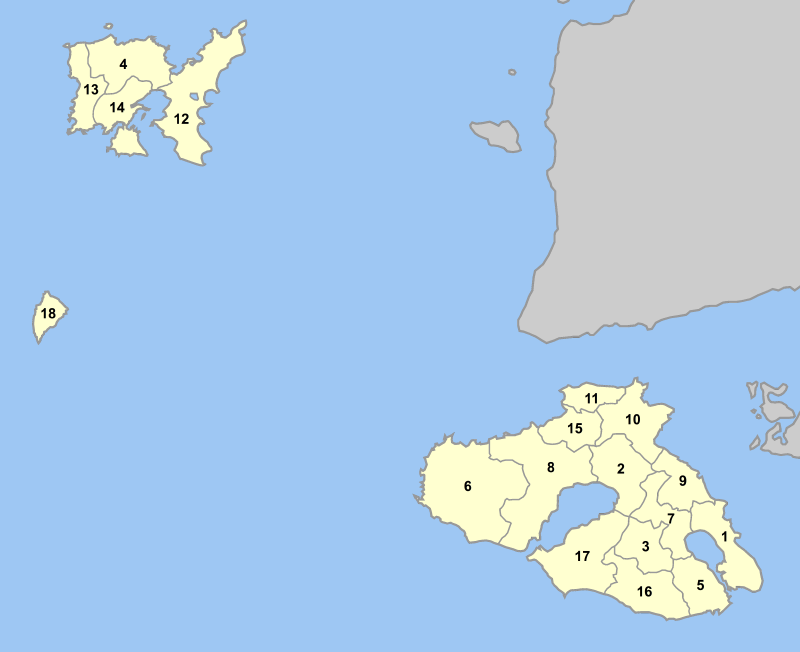
Overzicht van de gemeenten in het departement Lesbos